# Irień
Irień – rzeka w Rosji, w Kraju Permskim, lewy dopływ Syłwy.
Rozpoczyna swój bieg na południowym wschodzie Kraju Permskiego, na południowy zachód od wsi Wierch-Irień w rejonie oktiabrskim. Przepływa przez rejony: oktiabrski, uinski, ordinski i kungurski. Wpada do Syłwy na terenie miasta Kungur. Długość rzeki wynosi 214 km, powierzchnia zlewni - 6110 km². Średnia wysokość zlewiska - 232 m, a średni spadek - 0,4 m/km.
Główne dopływy
- lewe: Ujas, Małyj Tart, Bolszoj Tart, Aspa, Syp, Małyj Aszap, Kałtagiz, Bolszoj Aszap, Turka, Bym.
- prawe: Wierchnij Bartym, Tiusz, Arij, Kurias, Tieles, Sudinka, Kungur.

Brzegi Irienia są najczęściej niskie i porośnięte krzewami. Miejscami spotyka się skały o wysokości do 50 m. Wzdłuż prawego brzegu ciągnie się Irienskij kriaż, zbudowany z wapienia,  w związku z czym woda w rzece ma dość wysoką twardość. Dno rzeki jest przeważnie piaszczyste i żwirowate, a w niektórych miejscach iłowate i gliniaste.
Na prawym brzegu Irienia w pobliżu wsi Niewolino w rejonie kungurskim znajduje się kurhan badany w latach 1926-27 przez A. Szmidta, który dał nazwę Niewolińskiej Kulturze Archeologicznej.